# مورچه‌گیرک تالابی
مورچه‌گیرک تالابی (نام علمی: Stymphalornis acutirostris) نام یک گونه از تیره مورچه‌مرغ است.